# Giacomo Neri
Giacomo Neri (né le 1er janvier 1916 à Faenza et mort le 6 mai 2010 dans la même ville) est un footballeur international italien évoluant au poste de milieu de terrain ainsi qu'un entraîneur de football.
Il meurt à l'âge de 94 ans en 2010, alors qu'il est le doyen des internationaux italiens.

## Carrière
Neri évolue durant pratiquement toute sa carrière en Italie, à Faenza puis à Rimini avant de rejoindre l'AS Livourne Calcio en 1933. Trois ans plus tard, il s'engage avec la Juventus (jouant son premier match bianconero le 13 septembre 1936 lors d'un match nul 1-1 contre Bari en championnat) avec lequel il marque le 6000e but de l'histoire du club. Il est licencié à la fin de la saison pour des motifs disciplinaires. 
Il retourne à Livourne pour deux ans avant de signer à la Genoa en 1939. Durant cette période, il est sélectionné en équipe d'Italie de football pour trois matchs.
En 1946, Giacomo Neri devient joueur de l'Inter Milan avant de porter le maillot du Pescara Calcio en 1950. Il finit sa carrière en Suisse, au sein du Neuchâtel Xamax. 
Il devient ensuite entraîneur de l'US Alessandria, de l'AS Lucchese-Libertas et du Faenza Calcio pendant les années 1950.